# Integrerad marknadskommunikation
Integrerad marknadskommunikation är när företag eller organisationer noggrant och eftertänksamt samordnar deras olika kommunikationskanaler, för att möjliggöra ett tydligt och konsekvent budskap för konsumenterna. Detta kräver bland annat att man identifierar en önskad målgrupp, utformar kommunikationens tänkta mål, utformar ett budskap, bestämmer meddelandets innehåll, struktur och format.
Integrerad marknadskommunikation har som syfte att företagets olika marknadsföringsmedel sänder ut samma budskap oavsett medel som använts för företagets marknadsföring. Viktiga marknadsföringsmedel samverkar vilket inkluderar annonsering, personlig försäljning, PR, direktmarknadsföring och sales promotion.

## Kommunikation
I integrerad marknadskommunikation utgör kommunikation, utöver kunden, en huvuddel av konceptet. Kommunikationsprocessen består av nio element vilket är sändaren, kodning, budskap, media, dechiffrering, mottagare, respons, feedback och brus. Det finns personliga och icke-personliga kommunikationskanaler.

### Personliga kommunikationskanaler
Exempel på en personlig kommunikationskanal är direktkontakt mellan kund och företag, som ansikte mot ansikte, telefon, brev eller e-mail.

### Icke-personliga kommunikationskanaler
Exempel på en icke-personlig kommunikationskanal är media som bär ett budskap men som inte är möjlighet att etablera personlig kontakt eller leverera feedback till företaget som tryck- sändning- och online media. Även den så kallade atmosfären och events tillhör icke-personliga kommunikationskanaler. Atmosfären kan beskrivas som det budskap ett företag sänder via sina lokaler för att påverka besökare och kunder.

### Marknadsföringsmix
Kommunikationskanaler tillsammans med marknadsföringsmedel bildar marknadsföringsmixen. Marknadsföringsmixens slutliga utformning påverkas av budget och val av metod. Det finns fyra vanligt använda metoder:
- Affordable method är när företag bestämmer deras budget utifrån vad de har råd med. Denna metod förekommer oftast bland småföretag.
- Percentage-of-sales method är när företag bestämmer sin marknadsföringsbudget utifrån en viss procentuell andel av nuvarande försäljning eller utifrån den prognostiserade försäljningen används.
- Competitive-parity method är när företag bestämmer sin marknadsföringsbudget utifrån vad konkurrenterna spenderar.
- Objective-and-task method är när företaget kontrollerar konkurrenternas annonsering alternativt inhämtar en uppskattning på konkurrenternas utgifter från exempelvis handelsföreningar eller publikationer.

För att marknadskommunikationen ska integreras krävs det att marknadsföringsmedlen ska samverka för bilda en koordinerad marknadsföringsmix. Det sänds gemensamt ut ett tydligt, enhetligt och samordnat budskap till konsumenterna och det är då det blir en integrerad marknadskommunikation. Detta ska i sin tur maximera hela företagets nytta av marknadskommunikation vilket är ursprungstanken och den drivande kraften bakom konceptet.